# St. Leonhard (Hofs)

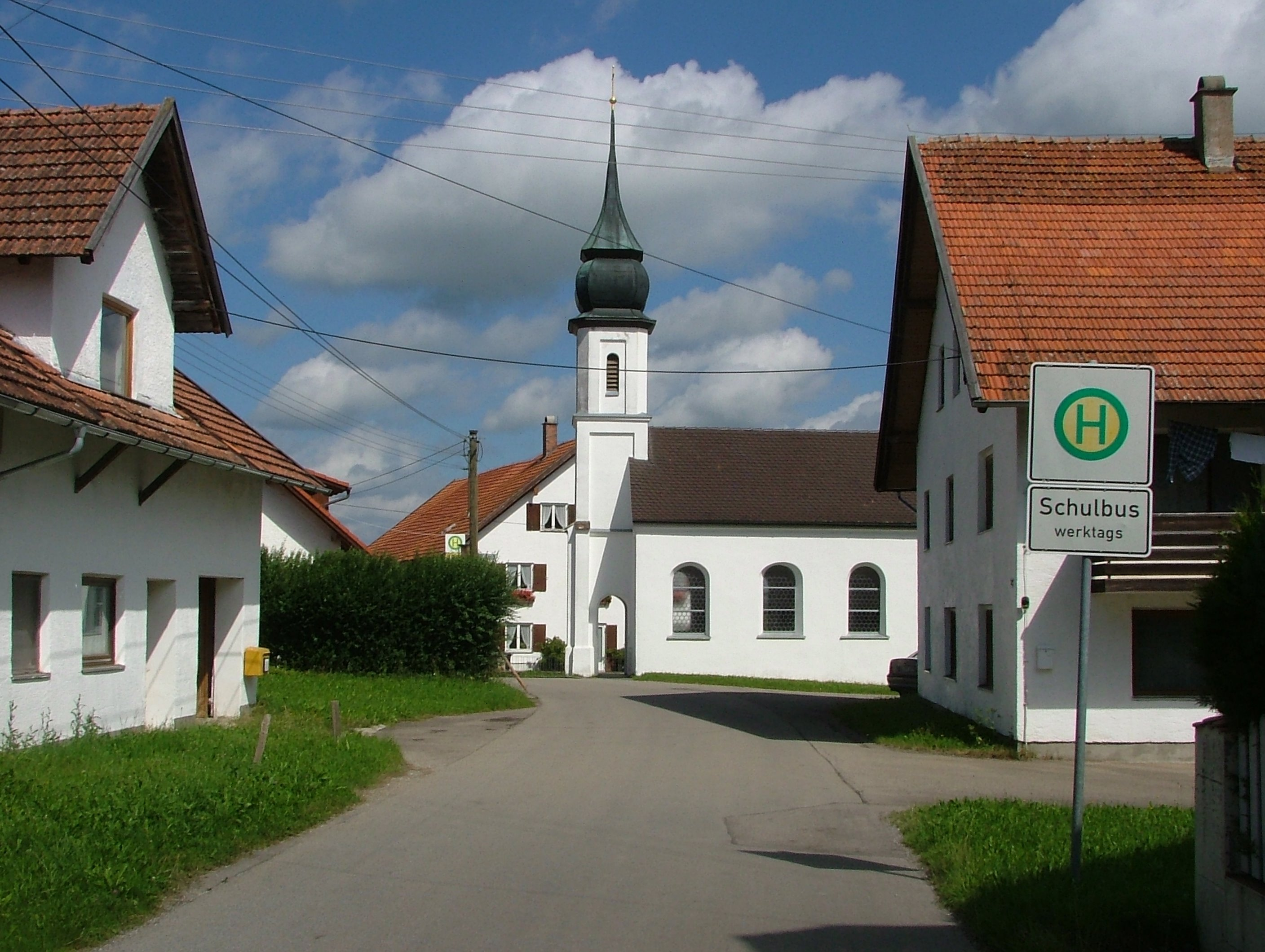
Kapelle St. Leonhard in Hofs

Die römisch-katholische Kapelle St. Leonhard befindet sich in Hofs, einem Ortsteil von Ottobeuren im Landkreis Unterallgäu in Bayern. Die Kapelle steht unter Denkmalschutz.

## Baubeschreibung
Die Kapelle wurde um das Jahr 1800 errichtet. Der westliche Teil der Kapelle sowie der Turm dürften jedoch neueren Datums sein. Das flachgedeckte Langhaus der Kapelle besteht aus vier Fensterachsen und schließt an einen halbrund geschlossenen Altarraum an. In der Kapelle befindet sich ein Kruzifix mit Maria und Johannes aus der Zeit um 1770.